# Catherine Gladstone
Catherine Gladstone (nascida Catherine Glynne; 6 de janeiro de 1812 - 14 de junho de 1900) era a esposa do Primeiro-ministro William Ewart Gladstone por 59 anos, até sua morte em 1898.

## Família
Ela era filha de Sir Stephen Glynne, 8.º Baronete de Castelo Hawarden, que morreu quando ela tinha apenas três anos, e foi criado com a irmã Mary por sua mãe Mary Griffin. As irmãs Glynne eram famosas por sua beleza. Elas se casaram no mesmo dia na Igreja Hawarden. Quando Mary morreu, como Lady Lyttelton, em 1857, Catherine atuou em algumas maneiras como mãe para seus filhos.
Em 1834, ela casou com William Ewart Gladstone em Londres. Eles tiveram oito filhos juntos:
- William Henry Gladstone (1840-1891)
- Agnes Gladstone (1842-1931)
- O Rev. Stephen Edward Gladstone (1844-1920)
- Catherine Jessy Gladstone (1845-1850)
- Mary Gladstone (1847-1927)
- Helen Gladstone (1849-1925)
- Henry Neville Gladstone (1852-1935)
- Herbert John Gladstone (1854-1930)